# 영사황후
영사황후 하씨(靈思皇后 何氏, 155년 ~ 189년 9월 30일)는 후한 영제의 황후로 소제의 어머니이다. 남양의 백정 하진(何眞)의 딸로 형제로는 어머니가 다른 형제 하진, 아버지가 다른 형제 하묘 등이 있다.
영사황후 하씨는 시체처럼 창백한 수준으로 피부가 흰 색이었으며 키는 현대 기준으로 168cm 가량 되는 장신에 미모가 빼어났다.

## 생애

### 가족 배경 및 유년 시절
하씨 부인은 완현(宛縣, 현재의 허난성 난양시) 출신이었다. 한나라 황후들 대부분과 달리 귀족 출신이 아니었으며, 아버지 하진(何真)은 도살업자였다. 어머니의 성씨는 전해지지 않으나, 이름은 흥(興)이었다. 그녀에게는 이복 오빠인 하진과(동부) 하묘(何苗, 동모), 그리고 장양의 양자와 결혼한 여동생이 있었다.
전설에 따르면, 그녀의 가족은 황제에게 시중드는 여인을 선발하는 환관들에게 뇌물을 주고 하씨 부인을 한 영제의 후궁으로 들였다고 한다. 그녀의 키는 7척 1촌이었다. 176년에 하씨 부인은 영제에게 아들 유변을 낳았는데, 유변은 영제의 다른 아들들이 유아기나 어린 시절에 일찍 죽었기 때문에 살아남은 장남이 되었다. 영제는 이전의 아들들을 잃은 것이 불운 때문이라고 여겨, 도사(道士)인 사자묘(史子眇)에게 유변을 맡겨 기르게 했고, 유변에게 "사후(史侯)"라는 칭호를 주었다. 하씨 부인은 영제의 총애를 받아 "귀인"의 지위를 받았다. 귀인 하씨는 질투심이 많고 잔인한 성격으로 알려졌으며, 영제의 후궁들은 그녀를 두려워했다.

### 황후 시절
백정의 딸이라는 미천한 신분 출신이었지만 후궁에 들어와 영제의 총애를 받았고 176년 아들 유변(劉辯, 훗날의 소제)을 낳았다. 영제의 첫 번째 황후인 황후 송씨가 무고로 죽은 뒤 180년 12월 5일 황후로 책봉되었다. 아버지는 무양후(舞陽侯), 어머니는 무양군(舞陽君)으로 봉해졌다. 하씨는 성정이 투기가 심해 영제의 총애를 받던 왕미인이 회임하자 그녀를 독살했다. 영제는 분노해서 하씨를 폐위시키려 했지만 환관들의 만류로 뜻을 이루지 못했다.

### 황태후 시절
189년, 후한 영제가 34세의 젊은 나이로 죽고, 아들 유변이 14세의 나이에 소제로 즉위하자 하씨가 황태후가 되어 임조청정을 했다. 영제의 생모인 동태후가 정사에 관여하려 할 때마다 하태후가 이를 막았는데 동태후가 괘씸하게 여기고 말했다.
"네가 지금 이처럼 시끄럽게 떠드는 것은 오라비를 믿고 그러는 것이 아니냐. 내가 표기장군(동태후의 조카 동중)을 시켜 네 오라비의 머리를 베는 것은 손쉬운 일이다."
하진은 하태후에게서 이 말을 전해듣고 동중을 잡아들이고 파직시키자 동중이 자살했다. 동태후 또한 근심 속에 지내다 죽었는데 이 일로 하태후와 그 일가는 민심을 잃었다.
당시 나라는 십상시로 불리는 환관들이 정권을 잡고 있었는데 하진이 하태후에게 이들을 제거할 것을 청했다. 그러나 하태후의 어머니 무양군과 그 동생 하묘가 환관들에게 뇌물을 받고 하진을 막아달라 부탁을 했던 터라 하태후는 하진의 말을 듣지 않았다. 그러나 일을 지체하면 변고가 생길 것이라는 원소의 재촉에 하진은 그를 사례교위로 삼고 환관들을 감시할 수 있게 해 주었다.
결국 하태후는 십상시를 파면시켜 낙향하도록 조치했고 원소는 후환이 생기지 않도록 모두 잡아들이라고 권했지만 하진은 이를 망설였다. 그 사이에 십상시의 우두머리 장양(하태후 여동생의 시아버지)이 며느리에게 부탁해 하태후를 만날 수 있게 해달라고 청했고 며느리는 다시 어머니인 무양군에게 전했다. 무양군을 통해 이야기를 들은 하태후는 마음이 흔들려 십상시를 복직시켰다.
하진이 하태후에게 다시 십상시를 처단할 수 있게 해달라고 이야기하는 것을 듣고 장양의 무리는 하진을 죽였다. 십상시의 대부분은 하진의 부하 원소, 원술, 오광 등에게 죽임을 당했고 환관의 편이었던 하묘도 오광과 그 병사들에게 살해당했다.

### 말년
이후 권세를 잡은 동탁이 소제를 폐하고 진류왕을 헌제로 즉위시켰다.
동탁은 하태후에게도 시어머니인 동태후를 핍박했다는 죄를 물어 유폐시키고 이유를 시켜 짐살(鴆殺)했다. 신료들은 베로 만든 상복을 입는 것이 금지되었고 형 하진을 죽게 했다는 이유로 십상시의 난 때 죽음을 당한 하묘의 시신은 파내어져 절단된 뒤 길가에 내버려졌으며 하태후의 어머니 무양군도 살해당해 시신이 버려졌다.
10월 3일 영사황후의 시호가 내려졌다.
10월 29일 (을사(乙巳)일), 영사황후의 장례가 치러졌다.

## 같이 보기
- 삼국지 인물 목록

## 참고 문헌
- 사마광, 《자치통감 삼국지》, 신동준 역, 살림출판사, 2004